# Cape Carnot
Cape Carnot är en udde i Australien. Den ligger i delstaten South Australia, omkring 270 kilometer väster om delstatshuvudstaden Adelaide.
Trakten är glest befolkad.